# Pieni Kivijärvi
Pieni Kivijärvi är en sjö i Finland. Den ligger i kommunen Uleåborg i landskapet Norra Österbotten, i den centrala delen av landet, 500 km norr om huvudstaden Helsingfors. Pieni Kivijärvi ligger 83,3 meter över havet. I omgivningarna runt Pieni Kivijärvi växer i huvudsak blandskog. Arean är 25,1 hektar och strandlinjen är 2,5 kilometer lång. Sjön  ingår i Uleälvens huvudavrinningsområde. 